# Szoszannat ha-Amakim
Szoszannat ha-Amakim (hebr.: שושנת העמקים) – wieś położona w samorządzie regionu Emek Chefer, w Dystrykcie Centralnym, w Izraelu.
Leży na wybrzeżu Morza Śródziemnego.

## Historia

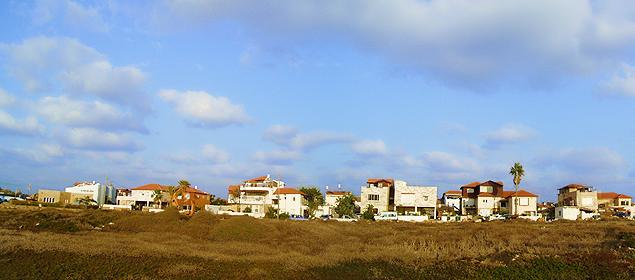
Panorama Szoszannat ha-Amakim

Osada została założona w 1951.